# Dicrocaulon
Dicrocaulon is een geslacht uit de ijskruidfamilie (Aizoaceae). De soorten uit het geslacht komen voor in de Kaapprovincie in Zuid-Afrika.

## Soorten
- Dicrocaulon brevifolium N.E.Br.
- Dicrocaulon grandiflorum Ihlenf.
- Dicrocaulon humile N.E.Br.
- Dicrocaulon microstigma (L.Bolus) Ihlenf.
- Dicrocaulon nodosum (A.Berger) N.E.Br.
- Dicrocaulon ramulosum (L.Bolus) Ihlenf.
- Dicrocaulon spissum N.E.Br.

... · 
Antimima · 
Argyroderma · 
Carpobrotus · 
Disphyma · 
Dorotheanthus · 
Gibbaeum · 
Lapidaria · 
Lithops · 
Mesembryanthemum · 
Sceletium · 
Tetragonia · 
...